# 你敢有聽着咱的歌
《你敢有聽着咱的歌》（推薦用字，台羅：Lí kám ū thiann-tio̍h Lán-ê Kua，台閩字或寫：汝敢有聽着咱兮歌）是一首臺灣的臺語歌曲，改編自音樂劇《悲慘世界》的《Do You Hear the People Sing?》，諷刺政府，悲憤、壯烈的歌詞道出人民心聲。是洪仲丘事件後的白衫軍運動的主題曲，在由公民1985行動聯盟所發起的「萬人送仲丘晚會」上，約25萬人在男女高音聲樂家的帶領下，高舉象徵「公民之眼」的大海報，齊唱此歌。

## 填詞
漢字版填詞者精神科醫師吳易澄投書《蘋果即時新聞》說明，這首歌的歌名跟歌詞有修改過，之前發表的是「你敢有聽著咱唱歌」，但「送仲丘」現場合唱的是「你敢有聽着咱的歌」。吳醫師說，一開始的版本一下傳開，是他意料不到的事。這首歌的創作，盼望公義得以彰顯。

## 版權
同月，改編這首歌的王希文、重新填詞的吳易澄，被唱片公司發函警告侵權。吳易澄在臉書上發表聲明表示，本來希望向唱片公司取得授權，但卻沒有獲得正面回應。基金會第一時間已經將音樂檔案從原先發佈的平台下架，也聲明不會再主動進行與鼓勵這首歌曲的散佈，希望風波就此平息。
針對版權事件，「公民1985行動聯盟」於8/22發出新聞稿：
對於外界謠傳本聯盟803活動所使用音樂之版權問題，本聯盟早有向「MUST」購買當天所用音樂之使用公播權，並於網站公開之財報資料，詳列支出明細，且有授權書為證。
其次，吳醫師寫新詞改編之「臺版悲慘世界」受華納警告侵權一事。經作曲家王希文於PTT上發文澄清，並未收到華納侵權之警告，雙方均為理性溝通，並無如媒體誤傳之警告等情形。

## 傳唱
2013年8月18日，由台灣農村陣線發起的「大埔強拆民宅事件滿月重返凱道」行動，超過兩萬民眾走上總統府前凱達格蘭大道，提出「道歉賠償、地歸原主、徹查弊案、立即修法」等訴求。「八一八把國家還給人民」晚會最後，藝文界人士再次於凱道前共同大合唱「你敢有聽著咱的歌」，承先啟後展開人民非暴力精神的具體實踐。
2014年太陽花學運中，再次成為佔領立法院學生們的合唱主題曲。
竹山安亦翻寫歌詞，成為客家語版的《你敢有聽到恩唱歌》。

## 外部連結
- YouTube上的你敢有聽著咱唱歌 《Do You Hear the People Sing 》臺語版